# Kieler Woche
Kieler Woche (Kielveckan) är en årlig kappsegling på Kielfjorden i Kiel, som arrangerats sedan 23 juli 1882 och infaller sista fulla veckan i juni varje år. Tävlingen är i dag världens största segelsportshändelse, och samtidigt den största folkfesten i Nordeuropa med 3,5 miljoner besökare (2006).
Under mitten av 2010-talet deltog ungefär 5000 tävlande från 50 stater i cirka 45 discipliner. En vanlig festvecka sträcker sig över nio dagar.
Festivalen avslutas med Windjammer Parade då alla sorters båtar och fartyg går ut i Kielviken. Stena Line använder varje år sitt stora tysklandsfartyg som läktarbåt med cirka 1750 personer mellan 10:00 och 15:30.
Under den avslutande söndagen simmar flera personer med facklor och sedan följer ett fyrverkeri.

## Klasser
2004
- Waszp
- 2.4mR
- 420
- 470
- 49er
- 5-o-5
- Contender
- Drake
- Europajolle
- Finnjolle
- Flying Dutchman
- H-båt
- Hobie 16
- J/24
- Kiel-Zugvogel
- Laser
- Mistral
- Nordisk Folkbåt
- OK-jolle
- Starbåt
- Tornado
- Yngling